# Kuusimaa (ö i Finland, Kymmenedalen, Kotka-Fredrikshamn, lat 60,48, long 27,20)
Kuusimaa är en ö i Finland. Den ligger i Finska viken och i kommunen Fredrikshamn i den ekonomiska regionen  Kotka-Fredrikshamn i landskapet Kymmenedalen, i den södra delen av landet. Ön ligger omkring 12 kilometer öster om Kotka och omkring 130 kilometer öster om Helsingfors.
Öns area är 2,1 hektar och dess största längd är 300 meter i sydöst-nordvästlig riktning.

## Klimat
Inlandsklimat råder i trakten. Årsmedeltemperaturen i trakten är 5 °C. Den varmaste månaden är augusti, då medeltemperaturen är 16 °C, och den kallaste är januari, med −6 °C.